# Matt Hamill
Matt Hamill, född 5 oktober 1976, är en amerikansk brottare och före detta mixed martial arts-utövare som mellan 2006 och 2011 gick 13 matcher i organisationen Ultimate Fighting Championship (UFC) och vann 9 av dem. Hamill är döv sedan födseln. Inom brottning är hans främsta meriter en guld- och en silvermedalj från 2001 års deaflympics. Under MMA-karriären besegrade han bland andra Mark Muñoz, Keith Jardine och Tito Ortiz.

## Biografi

### Tidigt liv och brottarkarriär
När Matt Hamill var åtta månader gammal märkte hans föräldrar att han var döv.  När han var fyra år gammal tog hans styvfar, som var brottningstränare på en high school, med honom till en brottningsträning. När man märkte att Hamill hade talang för sporten fick han fortsätta träna med barn i sin egen åldersgrupp. Under sina år i college vann Hamill NCAA:s mästerskap i div 3 vid tre tillfällen (1997, 1998 och 1999). Ett par år senare deltog han vid 2001 års deaflympics och vann där guld i fristil och silver i grekisk-romersk stil.

### MMA-karriär
Hamill gick sin första professionella MMA-match i augusti 2005. Därefter blev han uttagen att delta i säsong 3 av UFC:s realityserie The Ultimate Fighter. Hamill tränade under programmet under Tito Ortiz, före detta UFC-mästare i lätt tungvikt. Efter att ha tagit sig till semifinal tvingades dock Hamill dra sig ur tävlingen på grund av skada. Detta till trots blev han erbjuden ett kontrakt med organisationen och han debuterade på The Ultimate Fighter 3 Finale i juni 2006 och besegrade då Jesse Forbes via teknisk knockout. Han vann därefter sina två nästkommande matcher i organisationen innan han bokades in att möta Michael Bisping som vann The Ultimate Fighter 3. Matchen var jämn och Hamill förlorade för första gången i karriären via ett kontroversiellt delat domslut. På grund av det kontroversiella domslutet bokades ett returmöte in till UFC 78 men Hamill tvingades lämna återbud på grund av en knäskada.
I september 2008, på UFC 88, mötte Hamill Rich Franklin, före detta UFC-mästare i mellanvikt. Hamill och Franklin var goda vänner och hade tidigare tränat ihop när Franklin var regerande UFC-mästare. Franklin dominerade matchen och vann när domaren stoppade matchen i den tredje ronden. Förlusten var ett steg bakåt för Hamill men han vann sina två nästkommande matcher och i december 2009 bokades han in att möta obesegrade Jon Jones. Efter att Jones dominerat inledningen av matchen och tagit ner Hamill på marken träffade han Hamill med flera otillåtna armbågsslag. Efter att domaren särat de båda kunde matchen inte återupptas på grund av att Hamill ådragit sig huvudskador och en axelskada. Domaren bedömde att huvudskadorna, som åsamkats genom Jones otillåtna armbågsslag, var orsaken och diskvalificerade Jones och tilldelade Hamill segern. Domslutet var kontroversiellt och Jones överklagade beslutet utan framgång. Hamill uttalade sig efter matchen och sade att "han [Jones] förlorade inte den här matchen och jag vann den inte" angående det kontroversiella domslutet.
Hamill besegrade sedan The Ultimate Fighter-alumnen Keith Jardine och före detta mästaren i tungvikt Tito Ortiz. Segern mot Ortiz blev Hamills femte raka seger. Detta gjorde att hans status i UFC höjdes och han bokades in att möte Quinton Jackson på UFC 130 den 28 maj 2011. Innan matchen var Jackson rankad som världens fjärde bästa lätt tungviktare av Sherdog medan Hamill inte placerade sig på topp 10-listan. Jackson besegrade dock Hamill via ett domarbeslut efter att ha vunnit samtliga tre ronder.
Den 6 augusti 2011 förlorade Hamill mot Alexander Gustafsson på UFC 133. Efter förlusten meddelade Hamill via sin officiella hemsida att han slutar tävla inom MMA.

## Tävlingsfacit
| Resultat | Facit | Motståndare          | Metod                      | Event                                                    | Datum            | Rond | Tid  | Plats                   | Noteringar                                              |
| Förlust  | 10-4  | Alexander Gustafsson | TKO (slag)                 | UFC 133: Evans vs. Ortiz                                 | 6 augusti 2011   | 2    | 3:41 | Philadelphia, USA       |                                                         |
| Förlust  | 10-3  | Quinton Jackson      | Domslut (enhälligt)        | UFC 130: Rampage vs. Hamill                              | 28 maj 2011      | 3    | 5:00 | Las Vegas, USA          |                                                         |
| Vinst    | 10–2  | Tito Ortiz           | Domslut (enhälligt)        | UFC 121: Lesnar vs. Velasquez                            | 23 oktober 2010  | 3    | 5:00 | Anaheim, USA            |                                                         |
| Vinst    | 9–2   | Keith Jardine        | Domslut (majoritetsbeslut) | The Ultimate Fighter: Team Liddell vs. Team Ortiz Finale | 19 juni 2010     | 3    | 5:00 | Las Vegas, USA          | Fight of the Night                                      |
| Vinst    | 8–2   | Jon Jones            | DQ (otillåtna armbågar)    | The Ultimate Fighter: Heavyweights Finale                | 5 december 2009  | 1    | 4:14 | Las Vegas, USA          | Jones blev diskvalificerad efter otillåtna armbågsslag. |
| Vinst    | 7–2   | Mark Muñoz           | KO (spark)                 | UFC 96: Jackson vs. Jardine                              | 7 mars 2009      | 1    | 3:53 | Columbus, USA           | Knockout of the Night                                   |
| Vinst    | 6–2   | Reese Andy           | TKO (slag)                 | UFC 92: The Ultimate 2008                                | 27 december 2008 | 2    | 2:19 | Las Vegas, USA          |                                                         |
| Förlust  | 5–2   | Rich Franklin        | TKO (spark)                | UFC 88: Breakthrough                                     | 6 september 2008 | 3    | 0:39 | Atlanta, USA            |                                                         |
| Vinst    | 5–1   | Tim Boetsch          | TKO (slag)                 | UFC Fight Night: Florian vs. Lauzon                      | 2 april 2008     | 2    | 1:25 | Broomfield, USA         |                                                         |
| Förlust  | 4–1   | Michael Bisping      | Decision (delat)           | UFC 75: Champion vs. Champion                            | 8 september 2007 | 3    | 5:00 | London, England         |                                                         |
| Vinst    | 4–0   | Rex Holman           | TKO (slag)                 | UFC 68: The Uprising                                     | 3 mars 2007      | 1    | 4:00 | Columbus, USA           |                                                         |
| Vinst    | 3–0   | Seth Petruzelli      | Domslut (enhälligt)        | Ortiz vs. Shamrock 3: The Final Chapter                  | 10 oktober 2006  | 3    | 5:00 | Hollywood, Florida, USA | Fight of the Night                                      |
| Vinst    | 2–0   | Jesse Forbes         | TKO (slag)                 | UFC: The Ultimate Fighter 3 Finale                       | 24 juni 2006     | 1    | 4:47 | Las Vegas, USA          |                                                         |
| Vinst    | 1–0   | Robert Hitte         | TKO (slag)                 | XFO 7                                                    | 27 augusti 2005  | 1    | 1:52 | Island Lake, USA        |                                                         |

### Webbkällor
- ”Matt Hamill MMA Record”. sherdog.com. http://www.sherdog.com/fighter/Matt-Hamill-16695. Läst 26 maj 2011.

### Fotnoter
1. 1 2 3 4  ”Matt Hamill: Raw (Part 2 of 4)”. mmajunkie.com. Arkiverad från originalet den 4 januari 2013. https://archive.is/20130104072448/http://www.mmajunkie.com/news/2008/12/matt-hamill-raw-part-2-of-4. Läst 26 maj 2011.
2. ↑  ”Questionable verdict”. sports.yahoo.com. http://sports.yahoo.com/box/news?slug=ki-bispinghamill090907. Läst 26 maj 2011.
3. ↑  ”Matt Hamill: Raw (Part 3 of 4)”. mmajunkie.com. Arkiverad från originalet den 25 maj 2012. https://archive.is/20120525152643/http://mmajunkie.com/news/13557/matt-hamill-raw-part-3-of-4.mma. Läst 26 maj 2011.
4. ↑  ”Jon Jones Disqualified for Illegal Elbow, Matt Hamill Wins”. mmafighting.com. http://www.mmafighting.com/2009/12/05/jon-jones-disqualified-for-illegal-blows-matt-hamill-wins/. Läst 26 maj 2011.
5. ↑  ”Jon Jones Loses Hamill Appeal”. heavy.com. http://www.heavy.com/mma/2009/12/jon-jones-loses-hamill-appeal/. Läst 26 maj 2011.
6. ↑  ”Even Matt Hamill says he didn't win fight over Jon Jones”. sports.yahoo.com. http://sports.yahoo.com/mma/blog/cagewriter/post/Even-Matt-Hamill-says-he-didn-t-win-fight-over-J?urn=mma-207885. Läst 26 maj 2011.
7. ↑  ”Matt Hamill replaces Thiago Silva, faces "Rampage" Jackson at UFC 130”. mmajunkie.com. Arkiverad från originalet den 25 maj 2012. https://archive.is/20120525152647/http://mmajunkie.com/news/22435/matt-hamill-replaces-thiago-silva-faces-rampage-jackson-at-ufc-130.mma. Läst 26 maj 2011.
8. ↑  ”Sherdog Official Mixed Martial Arts Rankings”. sherdog.com. http://www.sherdog.com/news/rankings/3/Sherdog-Official-Mixed-Martial-Arts-Rankings-32057. Läst 26 maj 2011.
9. ↑  ”UFC's Matt Hamill announces retirement”. mmajunkie.com. Arkiverad från originalet den 25 maj 2012. https://archive.is/20120525152645/http://mmajunkie.com/news/24732/ufcs-matt-hamill-announces-retirement.mma. Läst 9 augusti 2011.